# تلمبه عبدالله امینی
تلمبه عبدالله امینی یک منطقهٔ مسکونی در ایران است که در دهستان بیدشهر واقع شده‌است.